# EON Productions
EON Productions és una societat de producció del cinema britànic coneguda sobretot per la sèrie de pel·lícules sobre l'heroi James Bond. EON (Everything Or Nothing - Tot o res) és una filial de Danjaq, el holding que amb United Artists, gestiona els drets de la franquícia Bond. La seva oficina central és als Estudis Pinewood.
EON es va crear el 1961 per part dels productors Albert R. Broccoli i Harry Saltzman. El 1975, després de 9 films de James Bond, Harry Saltzman ven les seves accions a United Artists (que ja és el distribuïdor de pel·lícules de la sèrie). El 1996 després de la mort d'Albert R. Broccoli, la seva filla Barbara Broccoli i el seu fill Michael G. Wilson el succeeixen.
Des de la seva primera pel·lícula el 1962, 007:Agent 007 contra el Dr. No, EON només ha produït una pel·lícula on no surt l'agent secret britànic :Call me Bwana) amb Bob Hope.